# Imperiale (moneta)
Imperiale (in russo империал?, imperial) è una moneta d'oro russa dal valore di 10 rubli.  Fu coniata per la prima volta dalla zarina Elisabetta di Russia nel 1755 e mostra al dritto il busto della sovrana e al rovescio una croce formata da 5 scudi e con il millesimo agli angoli. Fino al XIX secolo le monete dal valore di 5 rubli furono indicate col nome di poluimperial (in russo полуимпериал? = "mezzo imperiale") mentre quella da 10 o 15 rubli erano coniate esclusivamente come medaglie e non destinate alla circolazione. Sotto lo zar Nicola II di Russia, dal 1897, l'emissione degli imperiali e dei mezzi imperiali furono allineate ai nuovi valori da 5 e 10 rubli in seguito all'introduzione del gold standard.